# Yōko Ogawa
Yōko Ogawa (小川 洋子?, Ogawa Yōko; Okayama, 30 marzo 1962) è una scrittrice giapponese.
È considerata una delle più importanti autrici post-moderne contemporanee giapponesi. Dal 1988 ha pubblicato più di venti lavori di fiction e non-fiction e ha vinto tutti i migliori premi letterari giapponesi. Con la sua opera La gravidanza di mia sorella ha vinto nel 1991 il prestigioso premio letterario Akutagawa. Il suo romanzo La formula del professore, uscito in Giappone nel 2003, ha superato il milione delle copie vendute e nel 2005 ha ricevuto un premio da parte della Società dei Matematici giapponesi per "aver rivelato ai lettori la bellezza di questa materia" e per aver "contribuito alla diffusione della matematica".

## Vita e formazione
Yōko Ogawa (il cognome da nubile era Hongō (本郷 ほんごう) è nata a Okayama, capoluogo dell'omonima prefettura, il 3 marzo 1962, e attualmente vive a Ashiya, nella prefettura di Hyōgo.
Grazie all'influenza dei genitori che gestivano la chiesa shintoista di Okayama, si avvicina al movimento spirituale Konkō-kyo, fondato nel 1859 da Bunjiro Kawate, che si esprime attraverso una religione sincretica, enoteistica e panteistica, teorizzante l'immanenza della divinità in tutto il mondo fisico.
La sua passione per la lettura nasce in tenera età; uno dei libri più importanti per la sua formazione culturale, nonché il primo libro che la ispirò a diventare una scrittrice, fu Il diario di Anna Frank, che lesse per la prima volta quando studiava alle scuole medie e una seconda volta a circa 17 anni. Lei stessa ha dichiarato, in un'intervista rilasciata alla critica letteraria Asayo Takii, che grazie alla lettura del diario ha scoperto il mezzo della scrittura, alla quale si sente ancora oggi indissolubilmente legata.
(trad.dal giapponese di Anna Specchio, originale in Ogawa Yoko tokushu, Bungei n. 48, Kawade Shobo Shinsha, Tokyo, p.2)»
(Yōko Ogawa)

### Carriera
Nell’aprile del 1980 viene ammessa alla facoltà di lettere e letteratura della Università di Waseda, dove prende parte ad un club letterario chiamato “Società letteraria contemporanea” (in giapponese: "現代文学会" gendai bungakukai). All’età di diciotto anni, durante le vacanze estive del primo anno di università, decide di acquistare per 100 yen in un negozio di libri usati di Okayama il volume “Una vita d’amore” (in giapponese: 愛の生活 ai no seikatsu) di Mieko Kanai, che la colpisce a tal punto da farle decidere di diventare una scrittrice.
Nel marzo del 1984 si laurea presso la Waseda University e inizia a lavorare a Kurashiki, per la segreteria centrale della facoltà medica di Kawasaki. Il periodo in cui lavora in ospedale sarà fonte di ispirazione per molti dei suoi lavori successivi.
Nel 1988 inaugura la sua produzione letteraria con il suo primo romanzo 揚羽蝶が壊れる時 (agehachō ga kowareru toki, in italiano: "Quando la farfalla si sbriciolò"), per il quale ottiene il premio letterario Kaien.
I suoi due romanzi successivi 完璧な病室 (kanpekina byoushitsu, in italiano: "Una perfetta stanza d’ospedale") del 1989 e ダイビングプル (daibingu puru, in italiano: "La piscina"), pubblicato lo stesso anno, vengono nominati per il premio Akutagawa.
Nel 1991 riceve un prestigioso premio per il racconto 妊娠カレンダー (ninshin karendā, in italiano: "La gravidanza di mia sorella"), un’opera sotto forma di diario che racconta le tappe più importanti della gravidanza della sorella, a partire dalle prime visite ginecologiche fino al parto. Il racconto è stato inizialmente pubblicato sul New Yorker del 6 settembre 2004 e, circa un anno dopo, nella versione online. Prima di allora gli unici autori giapponesi mai pubblicati sul New Yorker erano stati Haruki Murakami e Kenzaburō Oe.
Una delle sue opere più importanti all’estero è considerata 博士の愛した数式 (hakase no aishita sūshiki), pubblicata nel 2004 in italiano come "La formula del professore", con la quale vince il premio Yomiuri. In Giappone il libro ha venduto circa 236 000 copie ed è diventato un best seller, da cui è stato tratto un film nel 2006.

## Stile e temi delle opere
Al contrario delle correnti letterarie nate negli anni '80, dal carattere positivo e pieno di ottimismo nei confronti del futuro in quanto fortemente influenzate dalla bubble economy, in seguito allo scoppio della "bolla" in Giappone si venne a sviluppare un atteggiamento di disfattismo e di sfiducia nei confronti della politica e dell'economia, che influenzò anche la letteratura del periodo. Yōko Ogawa è considerata un'autrice post-moderna, e in particolare un'esponente della corrente letteraria chiamata "black romanticism", concentrata sul romanticismo percepito da un punto di vista cupo e pessimista.
Partecipa a questa corrente con una versione tutta propria: nelle sue opere, infatti,  è di fondamentale importanza l'esplorazione psicologica degli aspetti più bui e grotteschi della natura umana. Lo scrittore Ōe Kenzaburō, nel lodare la sua capacità di rappresentare la natura umana in tutte le sue sfaccettature, ha detto di lei: "Yoko Ogawa è capace di dare espressione ai più minuti moti della psicologia umana, in una prosa che è tanto gradevole quanto penetrante".
Le opere di Yōko Ogawa nella maggior parte dei casi sono storie narrate in prima persona, nelle quali i personaggi si muovono fra il reale e il fantastico, racconti in cui la quotidianità viene destabilizzata dall'accumularsi di dettagli surreali inseriti in un contesto concreto. Si tratta di storie che a prima vista possono risultare credibili, ma che disorientano il lettore grazie all'aggiunta di particolari sovrannaturali. Per quanto riguarda il suo stile, la scrittura di Yōko Ogawa ha una forma generalmente minimalista, con proposizioni piuttosto semplici. Nonostante ciò, i suoi testi spesso sono ricchi di meticolose descrizioni scientifiche che probabilmente riflettono l'esperienza in ambito medico dell'autrice.
La caratteristica più rilevante nella scrittura di Yōko Ogawa sta nella sua capacità di delineare i suoi personaggi in un modo tale che spesso appaiono ignari di quanto stanno facendo. Le giovani donne protagoniste dei suoi racconti solitamente non hanno nome e l'autrice si riferisce a loro attraverso l'occupazione che svolgono, come ad esempio "la stenografa" nel romanzo 密やかな結晶 Hisoyakana kesshō. Marcando questo carattere impersonale dei suoi personaggi, Yōko Ogawa dà al lettore un senso di alienazione, tema che sottolinea il pessimismo post-moderno dell'autrice.
Il tono dei suoi racconti varia da romanzo a romanzo e talvolta all'interno stesso delle sue opere più impegnative, combinando atmosfere, surreali, grottesche o ambigue. Per la conclusione dei racconti più lunghi, nel loro lento dipanarsi, fa ricorso spesso a qualcosa di simile a un deus ex machina.
Un tratto molto importante nella produzione letteraria di Yōko Ogawa è l'assenza di erotismo e di amore nelle sue opere: spesso, anche nel caso di scene di sesso l'autrice evita accuratamente di evocare qualsiasi forma di erotismo nelle sue descrizioni. La scena di sesso che compare nel romanzo 揚羽蝶が壊れる時 Agehachō ga kowareru toki "Quando la farfalla si sbriciolò", è ad esempio descritta in maniera piuttosto asettica, senza alcun accenno alla dimensione sensuale. Un altro chiaro esempio si trova nel racconto 薬指の標本 Kusuriyubi no hyōhon "L'anulare", nella scena in cui la protagonista, di cui non si conosce il nome, si trova stesa per terra sul fondo di una piscina vuota, fra le braccia del suo datore di lavoro, in una presa tanto stretta quanto priva di pulsione erotica.

## Premi e riconoscimenti
- 1988 Premio letterario Kaien per il suo debutto The Breaking of the Butterfly (Agehacho ga kowareru toki, 揚羽蝶が壊れる時)[17]
- 1990 Premio Akutagawa per Pregnancy Calendar (Ninshin karendā, 妊娠 カレンダー)
- 2004 Premio Yomiuri, Bookseller's Award per La formula del professore (letteralmente: "La formula preferita del professore", Hakase no aishita sushiki, 博士の愛した数式; tradotto in inglese col titolo The Housekeeper and the Professor)
- 2004 Premio Izumi Kyōka per Burafuman no maisō, ブラフマンの埋葬
- 2006 Premio Tanizaki per Meena's March (Mīna no kōshin, ミーナの行進)
- 2008 Premio Shirley Jackson per Diving Pool (Daibingu puru, ダイビングプル)
- 2020 American Book Awards per L'isola dei senza memoria (Hisoyaka na kesshō,  密やかな結晶)[18]
- 2020 Premio letterario Noma per Kobako[19]
- 2021 Kikuchi Kan Prize[20]

## Opere tradotte in italiano
Edite in Italia, in ordine cronologico di edizione giapponese, con il titolo dell'edizione italiana e tra parentesi il titolo originale giapponese traslitterato col sistema Hepburn.
- Una perfetta stanza d'ospedale (完璧な病室 - Kampekina byoushitsu, 1989), trad. di Massimiliano Matteri e Matake Yumiko, Adelphi, Milano, 2009
- La Casa della luce (妊娠カレンダー - Ninshin Karendā, 1991), trad. di Mimma de Petra, Il Saggiatore, Milano, 2006
- L'anulare (薬指の標本 - Kusuriyubi no hyōhon, 1994), trad. di Cristiana Ceci, Adelphi, Milano, 2007
- L'isola dei senza memoria ( 密やかな結晶, Hisoyaka na kesshō, 1994), trad. di Laura Testaverde, Il Saggiatore, Milano 2018
- Hotel Iris (ホテル・アイリス - Hoteru Airisu, 1996), trad. di Ornella Civardi, Tropea, Milano, 2005
- Vendetta (寡黙な死骸 みだらな弔い - Kamokuna shigai midarana tomurai, 1998), trad. di Laura Testaverde, Il Saggiatore, Milano, 2014
- Profumo di ghiaccio (凍りついた香り - Kōritsuita kaori, 1998), trad. di Paola Scrolavezza, Il Saggiatore, Milano, 2009
- La formula del professore (博士の愛した数式 - Hakase no aishita sūshiki, 2003), trad. di Mimma De Petra, Il Saggiatore, Milano, 2008
- Nuotare con un elefante tenendo in braccio un gatto (猫を抱いて象と泳ぐ - Neko wo daite zō to oyogu, 2009), trad. di Laura Testaverde, Il Saggiatore, Milano, 2015